# Thallomys paedulcus
Thallomys paedulcus is een knaagdier uit het geslacht Thallomys dat voorkomt van Zuid-Ethiopië en Zuid-Somalië tot het noordoosten van Zuid-Afrika. Deze soort lijkt sterk op T. nigricauda, maar verschilt daarvan in een aantal kenmerken: het karyotype bedraagt 2n=43-47 (tegen 2n=47-50), de staart is bruin (in plaats van zwart) en de donkere vlekken op het gezicht die bij T. nigricauda duidelijk zichtbaar zijn, zijn vaag.